# Radio Swiss Classic
Radio Swiss Classic est une radio du service public de Swiss Satellite Radio, une division de la Société suisse de radiodiffusion et télévision.

## Programme
Il n'y a pas d'informations ni d'interviews, les pièces sont annoncées en allemand, français et italien. La nuit, Notturno, le programme de nuit commun de Radio SRF 2 Kultur et RSI Rete Due, auquel Espace 2 a également participé par le passé, est diffusé. La part de la musique suisse est en moyenne de 50 %. Le programme est sans publicité.

## Audience
Radio Swiss Classic est écoutée chaque jour par 118 950 personnes dans toute la Suisse (Mediapulse, chiffres du 2e semestre 2019). Le temps d'écoute moyen est d'environ 63 minutes.

## Identité visuelle

Logo de Radio Swiss Classic de 2001 au 12 septembre 2014
Logo de Radio Swiss Classic depuis le 12 septembre 2014

## Source, notes et références
1. ↑  « Suisse romande (24h, lundi - dimanche) », sur Mediapulse (consulté le 12 octobre 2020)
2. ↑  « Nouvelle identité visuelle de Radio Swiss Pop, de Radio Swiss Classic et de Radio Swiss Jazz », sur Société suisse de radiodiffusion et télévision, 12 septembre 2014 (consulté le 23 novembre 2014)

- (de) Cet article est partiellement ou en totalité issu de l’article de Wikipédia en allemand intitulé « Radio Swiss Classic » (voir la liste des auteurs).